# Естадіо-Сьютат-де-Валенсія
«Естадіо Сьютат де Валенсія» (ісп. Estadio Ciudad de Valencia) — футбольний стадіон у Валенсії, Іспанія, домашня арена ФК «Леванте».
Стадіон відкритий 1969 року під назвою «Естадіо Антоніо Роман». На час відкриття потужність становила 30 000 глядачів. У 1972 році перейменований на «Ноу Естаді». 1997 року на трибунах облаштовано виключно сидячі місця, обладнані окремими пластиковими кріслами. Встановлено потужність 26 354 глядачі. Місця на трибунах поділені на 8 глядацьких зон. У 1999 році арену перейменовано на «Естадіо Сьютат де Валенсія».